# Glossosoma capitatum
Glossosoma capitatum là một loài Trichoptera trong họ Glossosomatidae. Chúng phân bố ở miền Cổ bắc.